# Mary Stewart
Mary Stewart (Sunderland, 17 settembre 1916 – Loch Awe, 10 maggio 2014) è stata una scrittrice britannica.
La sua produzione comprende numerosi romanzi ibridi fra il genere thriller e quello romantico, forma narrativa di cui Stewart era considerata maestra, e una saga di romanzi fantasy storici che rinarrano il ciclo arturiano dalla prospettiva del mago Merlino.

## Biografia
Mary Florence Elinor Stewart, nata Rainbow, nacque a Sunderland (contea di Durham). Nel 1938 si laureò presso la Durham University con il massimo dei voti in Inglese, l'anno successivo conseguì il diploma di insegnamento di primo livello in Inglese e Arte e nel 1941 il master. La Durham University le concederà una laurea onoraria in letteratura nel 2009.
Ricoprì diversi incarichi durante la seconda guerra mondiale, tra cui l'insegnamento nella scuola primaria, l'insegnamento a livello secondario in un collegio femminile e il lavoro part-time presso il sesto modulo della Durham School. Tra il 1941 e il 1956 fu assistente (1941–45) e docente part-time (1948–56) di letteratura inglese, principalmente anglosassone, presso l'Università di Durham. 
Nel 1945 sposò Sir Frederick Stewart, un giovane scozzese che insegnava geologia nella stessa Università. Nel 1956 la coppia si trasferì a Edimburgo, dove il marito insegnò geologia e mineralogia all'Università di Edimburgo e nel 1965 divenne preside del dipartimento di scienze.
Fu autrice di molti romanzi spaziando dallo storico al suspense che sono stati ben accolti dalla critica per la cura con cui la storia viene raccontata e per la prosa incantevole. I suoi romanzi sono anche conosciuti per l'ottima localizzazione, spesso in Inghilterra ma anche in ambientazioni esotiche come Damasco, le Isole greche, la Spagna, la Francia, l'Austria, etc.
Raggiunse l'apice della popolarità nel periodo degli anni tra il 1960 fino agli anni 1980, quando molti dei suoi romanzi vennero tradotti in molte altre lingue. Dal romanzo The Moon-Spinners venne tratto anche un film omonimo.
Stewart è considerata una dei fondatori del sottogenere "suspense romantica", che mescola il romanzo romantico con il mistero. In questo genere si fondono il mantenimento di un mistero mentre ci si concentra sull'evoluzione della storia tra i personaggi, in modo che il processo per la risoluzione del mistero "aiuti ad illuminare" la personalità dell'eroe, o dell'eroina, contribuendo in tal modo che il co-protagonista si innamori di lui.
La serie di libri successivamente intitolata Le cronache di Merlino portò Mary Stewart nella classifica dei bestseller, più volte dagli anni 1960 fino agli anni 1980.
Mary Stewart negli ultimi anni della sua vita ha risieduto ad Edimburgo (Scozia).
Nel 2017 lo studio di animazione giapponese Studio Ponoc ha prodotto Mary e il fiore della strega, trasposizione cinematografica animata del suo romanzo per l'infanzia La piccola scopa.

## Opere

### Saga arturiana
La serie consiste di una trilogia principale con protagonista Merlino e di due romanzi autoconclusivi che si collocano come midquel fra il secondo e il terzo volume della sequenza primaria.

#### Le Cronache di Merlino (The Merlin Chronicles)
Trilogia riunita per la prima volta nell'omnibus Mary Stewart's Merlin Trilogy, William Morrow, 1980.
1. La grotta di cristallo (The Crystal Cave), Hodder & Stoughton, 1970. Trad. Gioia Angiolillo Zannino, La Scala, Rizzoli, 1976.
2. Le grotte nelle montagne (The Hollow Hills), Hodder & Stoughton, 1973. Trad. Marina Valente, La Scala, Rizzoli, 1978.
3. L'ultimo incantesimo (The Last Enchantment), Hodder & Stoughton, 1979. Trad. Bruno Oddera, La Scala, Rizzoli, 1981.

#### Romanzi autonomi
- Il giorno fatale (The Wicked Day), Hodder & Stoughton, 1983. Trad. Marina Valente, La Scala, Rizzoli, 1985.
- Il principe e il pellegrino (The Prince and the Pilgrim), Hodder & Stoughton, 1995. Trad. Simonetta Mustari, La Scala, Rizzoli, 1996.

### Romanzi di suspense romantica
- Madam, Will You Talk?, Hodder & Stoughton, 1955.
- Wildfire at Midnight, Hodder & Stoughton, 1956.
- La valle delle tempeste (Thunder on the Right), Hodder & Stoughton, 1957. Trad. ignota, Club della donna 86, Cino del Duca Editore, 1967.
- Nine Coaches Waiting, Hodder & Stoughton, 1958.
- My Brother Michael, Hodder & Stoughton, 1959.
- La pianta d'edera (The Ivy Tree), Hodder & Stoughton, 1961. Trad. Andreina Negretti in Due storie inglesi d'amore e di mistero, Selezione dal Reader's Digest, 1969.
- The Moon-Spinners, Hodder & Stoughton, 1962.

- This Rough Magic, Hodder & Stoughton, 1964.
- Airs Above the Ground, Hodder & Stoughton, 1965.
- Nella notte fonda (The Gabriel Hounds), Hodder & Stoughton, 1967. Trad. ignota, Club della donna 167, Cino del Duca Editore, 1974.
- The Wind Off the Small Isles, Hodder & Stoughton, 1968.

- Non toccare il gatto (Touch Not the Cat), Hodder & Stoughton, 1976. Trad. Pier Francesco Paolini, La Scala, Rizzoli, 1977.
- La foresta incantata (Thornyhold), Hodder & Stoughton, 1988. Trad. Marisa Castino Bado, La Scala, Rizzoli, 1989.
- Stormy Petrel, Hodder & Stoughton, 1991.
- Rose Cottage, Hodder & Stoughton, 1997.

### Romanzi per l'infanzia
- La piccola scopa (The Little Broomstick), Hodder & Stoughton, 1971. Trad. Laura Cangemi, Junior +10 57, Arnoldo Mondadori Editore, 1992.
- Un cavallo fra le stelle (Ludo and the Star Horse), Brockhampton Press, 1974. Trad. Marina Baruffaldi, Junior +10 50, Arnoldo Mondadori Editore, 1998.
- A Walk in Wolf Wood, Hodder & Stoughton, 1980.
- The Castle of Danger, Longman, 1981. Riduzione edulcorata del romanzo Nine Coaches Waiting.

### Poesia lirica
- Frost on the Window: And other Poems, Hodder & Stoughton, 1990.

## Riconoscimenti e premi
Si elencano solo le vittorie e non anche le candidature.
- 1970 Premio Letterario Frederick Niven a La grotta di cristallo (The Crystal Cave).
- 1970 Premio Mythopoeic Fantasy per la letteratura per adulti a La grotta di cristallo (The Crystal Cave).
- 1973 Premio Mythopoeic Fantasy per la letteratura per adulti a Le grotte nelle montagne (The Hollow Hills).
- 1997 Premio Agatha alla carriera conferito dalla Malice Domestic Ltd.